# Asiohahnia alatavica
Asiohahnia alatavica là một loài nhện trong họ Hahniidae.
Loài này thuộc chi Asiohahnia. Asiohahnia alatavica được miêu tả năm 1992 bởi Ovtchinnikov.